# Sevšek
Sevšek je priimek več znanih Slovencev:
- Andrej Sevšek, glasbeni organizator
- Barbara Sevšek, glasbenica?
- France Sevšek (*1951), fizik (biomehanika), dekan ZF UL, zaslužni profesor; turni smučar
- Luka Sevšek (1810—1881), duhovnik in pesnik
- Nada Sevšek (*1938), operna pevka mezzosopranistka in umetn. zgodovinarka
- Tomaž Sevšek Šramel (*1978), organist in čembalist
- Špela Sevšek Šramel (*1979), slovakistka, prevajalka
- Tadej Sevšek (*1987), inženir strojništva ...??